# Rura Kundta

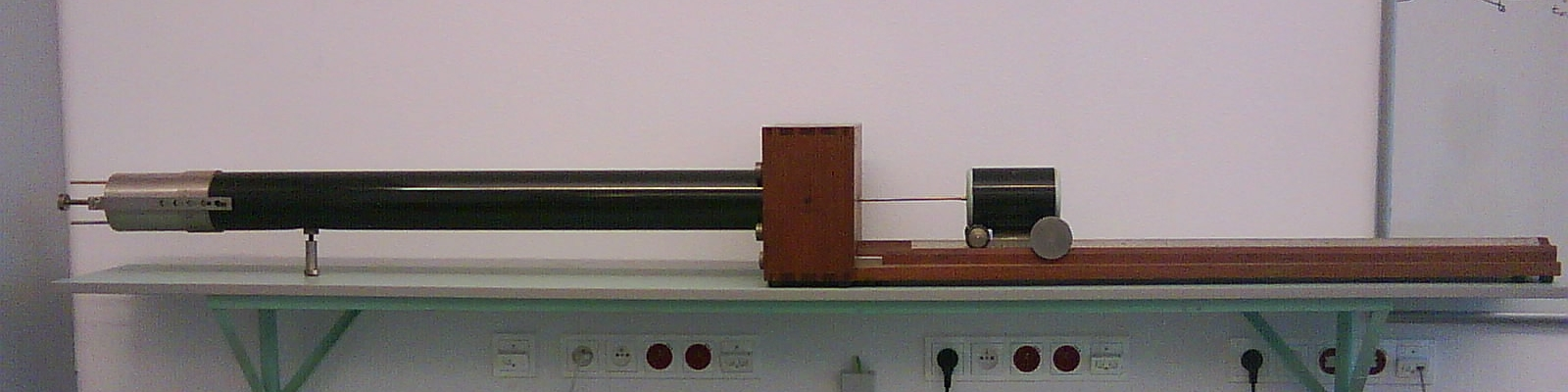
Rura Kundta w laboratorium

Rura Kundta – urządzenie do przeprowadzania eksperymentów dotyczących dźwięku. Składa się z długiej rury będącej rezonatorem akustycznym, z jednej strony zamkniętej, z umieszczonym wewnątrz źródłem drgań (wibratorem).
Rura Kundta jest tak wąska, że fale biegnące od źródła i odbijające się od zamkniętego końca rury można uznać za płaskie. W wyniku interferencji tych fal ze sobą powstaje fala stojąca. Przesuwając źródło drgań wzdłuż rury, można znaleźć położenie rezonansowe, któremu odpowiadają fale stojące o szczególnie dużej amplitudzie.
W postaci tradycyjnej rurę stanowi szklana rura zamknięta z jednej strony korkiem, a z drugiej wyprowadzony jest koniec pręta zaopatrzony w krążek nieco mniejszy od wewnętrznego przekroju rury. Pręt zamocowany jest w środku, wobec czego pocieranie go szmatką natartą kalafonią wywołuje falę stojącą o długości równej dwóm długościom pręta.
Urządzenie zostało skonstruowane w 1866 roku przez niemieckiego fizyka Augusta Kundta do pomiaru prędkości dźwięku. Obecnie rura jest stosowana jako demonstracyjna pomoc dydaktyczna.